# Aérodrome de Lille - Marcq-en-Barœul
L'aérodrome de Lille - Marcq-en-Barœul (code OACI LFQO, indicatif radio Marcq) est un aérodrome français, situé sur les territoires des communes de Bondues, de Marquette-lez-Lille et de Wambrechies, à proximité de Marcq-en-Barœul, dans le département du Nord, en région Hauts-de-France.

## Histoire
Dès avril 1934, les villes de Lille, Roubaix et Tourcoing envisagent l'aménagement d'un terrain de cent cinquante hectares, et la création d'une aérogare moderne à Marcq-en-Barœul. Il s'agit donc d'une action concertée.
En 1936, l'Aviation Civile et le Ministère de l'Air décident de la création de deux aérodromes dans la région lilloise, notamment pour les besoins de la défense nationale. Un au sud ("Lille Seclin" qui s'appelle aujourd'hui "Lille Lesquin") et un au nord, "Lille Marcq-en-Baroeul".
Le terrain est opérationnel fin 1939 et les premiers utilisateurs sont des Hurricanes MK1 des 85e et 87e squadrons du 60eme Wing de Chasse de la RAF.
En juin 1940, les Allemands prennent possession du terrain et l'exploiteront sous le nom "Lille - Nord" jusqu'à la libération en septembre 1944. Durant l'occupation, ils réaliseront d'importants travaux : drainage, nivellement, constructions de hangars, baraquements, taxiways...
En septembre 1944, quatre squadrons de la RAF font leur retour (équipés de Spitfires) et y restent jusque novembre. L'Armée de l'Air française s'installe après le départ des Britanniques et l'aérodrome devient la base aérienne 113. Elle accueillera également plusieurs unités de la RAF et l'USAF jusqu'à la fin de la guerre.
Dès 1945 des activités civiles commencent sur l'aérodrome, notamment avec la création du "Club du Capitaine Guynemer" à Tourcoing et l'aéroclub de Roubaix. 
En 1947, l'armée quitte définitivement l'aérodrome et les six aéroclubs locaux fusionnent au sein de l'Union Aérienne de Lille-Roubaix-Tourcoing (UALRT), toujours en activité.

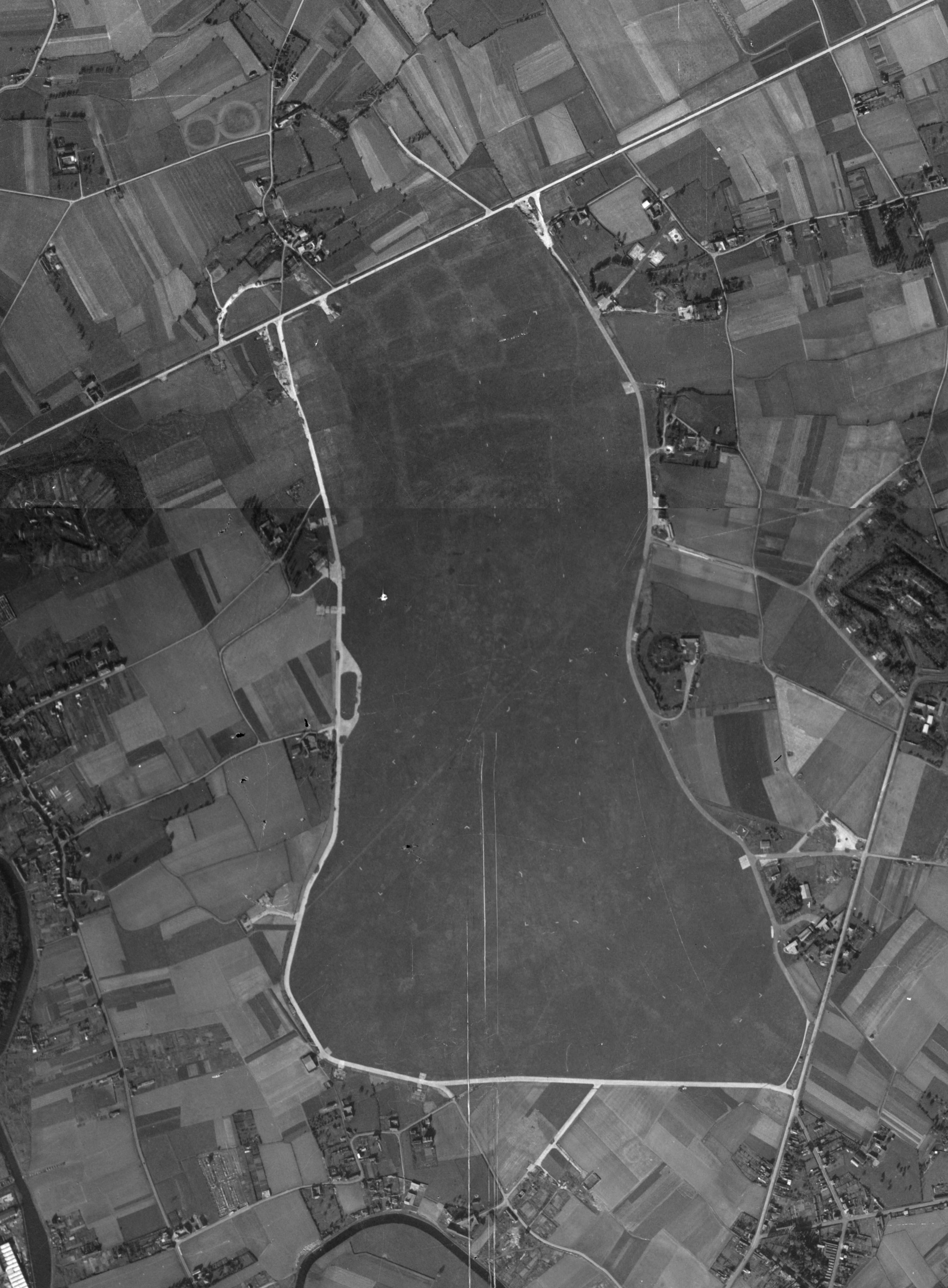
LFQO en 1950, le terrain est en pleine campagne

Depuis 30 ans, l'aérodrome de Bondues a connu peu d'accidents graves :
- En 1984, deux accidents mortels sont venus frapper l'aérodrome;
- En mai 1990, un avion largueur de parachutistes, heurte un autre appareil remorqueur de planeur, tuant le pilote;
- En septembre 1999, un avion léger s'écrase dans un champ de maïs près de l'aérodrome tuant le pilote de 75 ans ;
- L'année 2021 est une année noire : deux crashs mortels ont eu lieu en quelques mois, faisant cinq morts. En juin 2021, un avion de tourisme venu de Béziers s'écrase peu après son décollage sur Wambrechies. Les trois occupants sont tués sur le coup[5]. Le 23 août 2021, un avion de l'UALRT s'écrase sur le sentier pédestre des Perdrix. Les deux occupants membres du clubs sont tués sur le coup.

## Activités
L'aérodrome de Lille - Marcq-en-Barœul dessert l'agglomération de Lille – Roubaix – Tourcoing, pour l'aviation de loisirs.
Ouvert à la circulation aérienne publique (CAP), l'aérodrome possède huit pistes en herbe où avions légers, ULM, planeurs, hélicoptères et montgolfières peuvent se poser. Il permet aussi la pratique de la voltige aérienne, du parachutisme et de l'aéromodélisme.
Les clubs présents en 2022 :
- UALRT (avion)
- Section Flandres pour le Rassemblement des Sports Aériens (avion)
- Air Club 59 (ULM)
- Avianor (ULM)
- Lille ULM (ULM)
- A Air O (ULM)
- Ecole Française de Parachutisme de Lille-Bondues (parachutisme)
- Espace PARA.CHUTE (parachutisme)
- Flandres Radio Modélisme (modélisme)
- Lille planeurs (planeur)
- Les ballons migrateurs (montgolfière)
- Club Des Ballons Libres du Nord (montgolfière)

## Installations
L'aérodrome dispose de huit pistes en herberéparties sur deux axes (un axe est-ouest et un axe nord-sud) :

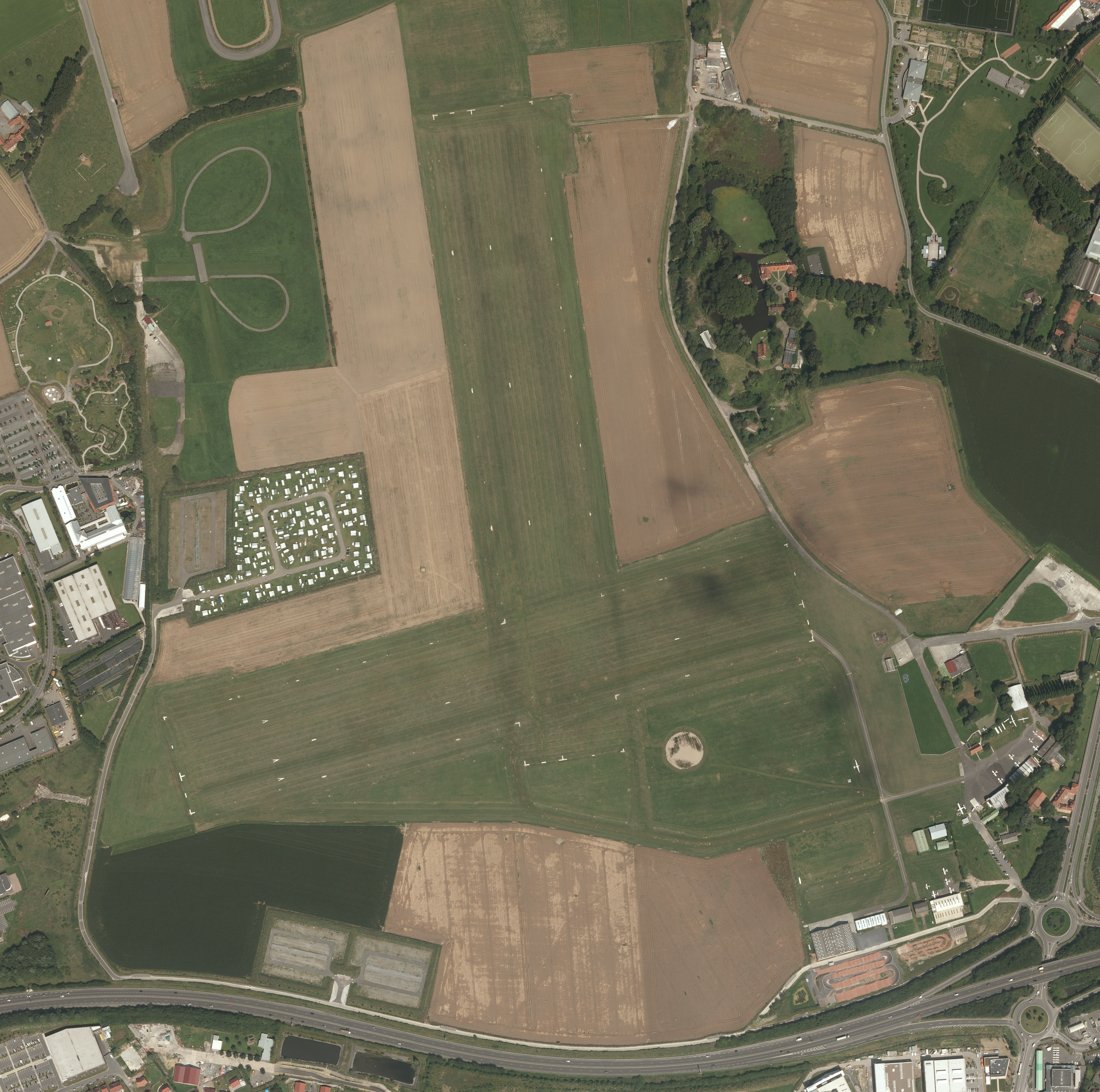
LFQO (2012)

- deux pistes accolées orientées est (07R avion et 07L planeur) de 838 m de long et 50 m de large (80 m pour la 07L) ;
- deux pistes accolées orientées ouest (25R planeur et 25L avion) de 838 m de long et 50 m de large (80 m pour la 25R) ;
- deux pistes accolées orientées sud (17R avion et 17L planeur), de 850 m de long (852 m pour la 17L) et de 50 m de large (80 m pour la 17L) ;
- deux pistes accolées orientées nord (35R planeur et 35L avion), de 850 m de long (852 m pour la 35R) et de 50 m de large (80 m pour la 35R) ;

L'aérodrome n'est pas contrôlé. Les communications s’effectuent en auto-information sur la fréquence de 122,005 MHz.
S'y ajoutent :
- une aire de stationnement ;
- des hangars ;
- une station d'avitaillement en carburant (100LL).

Un réaménagement de l'aérodrome se termine en 2018, avec destruction de cinq des hangars du site, construction de nouveaux hangars, mais également d'un hôtel, de trois restaurants, de bureaux et d'un centre de Yoga.
L'aérodrome propose également une piste de BMX homologuée et des circuits de randonnées.

## Gestion
En 2006 l'Etat a confié la gestion de l'aérodrome au Syndicat Intercommunal pour la Gestion de l'Aérodrome de Loisirs (SIGAL), composé des 4 communes : Bondues, Marquette-lez-Lille, Marcq-en-Baroeul et Wambrechies.